# 88 Minutes
Pour plus de détails, voir Fiche technique et Distribution.
88 Minutes est un thriller américain réalisé par Jon Avnet, sorti en 2007.

## Synopsis
Expert universitaire en psychiatrie criminelle, le docteur Jack Gramm est aussi consultant auprès du FBI. Il a construit sa remarquable réputation sur ses « évaluations » infaillibles des individus et des facteurs de risque. C'est grâce à lui que le tueur en série Jon Forster a été arrêté et va être exécuté. Pourtant, des meurtres identiques sont à nouveau commis. Jack est convaincu qu'il a vu juste et que c'est un imitateur qui continue l'œuvre de Forster.
Lorsque Jack se retrouve directement menacé de mort, il est lui-même condamné à prouver que ses théories sont justes parce que sinon, dans 88 minutes, celui qui le traque le tuera.

## Fiche technique
- Réalisation : Jon Avnet
- Scénario : Gary Scott Thompson
- Producteurs : Jon Avnet, Randall Emmett, Michael P. Flannigan, George Furla, Avi Lerner et Gary Scott Thompson
- Montage : Peter E. Berger (en)
- Musique : Edward Shearmur
- Sociétés de production : Millennium Films
- Sociétés de distribution : TriStar Pictures (US), Warner Bros. (UK)
- Budget : 30 millions de dollars
- Pays d'origine :  États-Unis,  Allemagne,  Canada
- Langue : anglais
- Format : couleur
- Dates de sortie : 
  -  France : 30 mai 2007
  -  Canada et  États-Unis : 18 avril 2008
- Classifications :
  - Tous publics
  - Déconseillé aux moins de 12 ans lors de sa diffusion à la télévision.

## Distribution
- Al Pacino (VF : José Luccioni) : Jack Gramm
- Alicia Witt (VF : Ariane Aggiage) : Kim Cummings
- Amy Brenneman (VF : Françoise Cadol) : Shelly Barnes
- Leelee Sobieski (VF : Ingrid Donnadieu) : Lauren Douglas
- Deborah Kara Unger : Carol
- William Forsythe (VF : Michel Vigné) : Franck Parks
- Neal McDonough (VF : Bruno Dubernat) : Jon Forster
- Stephen Moyer : Guy Laforge
- Michael Eklund : J.T. Ryker
- Kaj-Erik Eriksen : Matt Wilner
- Brendan Fletcher (VF : Yannick Blivet[1]) : Johnny Di Franco
- Christopher Redman (VF : Vincent de Bouard) : Jeremy Guber
- Benjamin McKenzie (VF : Ludovic Baugin) : Mike Stemp
- Michal Yannai : Leeza Pearson

## Production
Jon Avnet a remplacé James Foley en tant que réalisateur.

### Tournage
Les scènes à l'université ont été filmées à Université de la Colombie-Britannique, près de Vancouver. Le tournage a attiré beaucoup d'attention sur le campus (principalement dû à la présence d'Al Pacino), ce qui a interrompu le tournage à plusieurs reprises. Une autre raison possible est que beaucoup des scènes ont été filmées dans les secteurs les plus occupés du campus pendant les heures de cours.

## Accueil

### Accueil critique
88 Minutes a reçu peu de critiques positives. En fait, il a reçu seulement 5 % de critiques positives sur le site Rotten Tomatoes, en se basant sur 120 critiques. Sur Metacritic, le film a une note de 17 sur 100, basée sur 27 critiques.

### Box office
Durant son premier week-end, le film a rapporté 6 957 216 $ dans 2,168 salles aux États-Unis et au Canada, et il a pris la quatrième position, avec une moyenne de 3,209 $ par salle. Dans son deuxième week-end, le film a rapporté 3 593 890 $ et est descendu à la huitième place. Dans le monde entier le film a rapporté 32 593 385 $ avec 17 213 467 $ aux États-Unis et au Canada et 15 379 918 $ dans le reste du monde.

### DVD
88 Minutes a été sorti le 16 septembre 2008 sur DVD, et a vendu 220,965 copies pendant son premier week-end. En date de la septième semaine, il a vendu environ 574,041 unités qui ont recueilli le revenu de 11 150 056 $, plus d'un tiers de son budget.

## Autour du film
- La bande annonce du film contient des éléments de séquences qui n'apparaissent pas dans son montage final, notamment un flash-back du procès de Jon Forster.